# Hako
Ne doit pas être confondu avec Hako GmbH.
Hako (en arménien Հակո ; anciennement Hakko) est une communauté rurale du marz d'Aragatsotn, en Arménie. Elle compte 73 habitants en 2009.